# Jordi Font i Ferrer
Jordi Font i Ferrer (Barcelona, 1 de maig de 1975) és un surfista de neu català, especialitzat en la modalitat de camp a través.
Participà en els Jocs Olímpics d'Hivern de 2006, celebrats a Torí, aconseguint plaça per a la final de la seva disciplina i obtenint una meritori 4t lloc. Quatre anys més tard, va participar en els Jocs Olímpics d'Hivern de 2010 disputats a la ciutat de Vancouver, però una sèrie de lesions foren decisives perquè no arribés a acabar la seva màniga classificatòria.